# دونیس آودیجاج
دونیس آودیجاج (آلمانی: Donis Avdijaj؛ زادهٔ ۲۵ اوت ۱۹۹۶) بازیکن فوتبال اهل آلمان است.
از باشگاه‌هایی که در آن بازی کرده‌است می‌توان به شالکه ۰۴ و اشتورم گراتس اشاره کرد.
وی همچنین در جوانان آلمان و کوزوو بازی کرده‌است.